# たて座デルタ型変光星
たて座δ型変光星（たてざデルタがたへんこうせい）は、脈動変光星の一種で、恒星表面における動径脈動及び非動径脈動の両方の原因によって光度が変化する変光星である。
通常、数時間のうちに0.003から0.9等級の範囲で明るさが変動するが、変動の周期や幅は恒星によって大きく異なり、一般的には変光周期が長いものほど振幅が大きい傾向がある。スペクトル型はA0からF5の巨星・準巨星または主系列星である。ヘルツシュプルング・ラッセル図ではこと座RR型変光星と主系列の間に位置するが、こと座RR型変光星が種族IIの年老いた星なのに対し、たて座δ型変光星は種族Iの若い星である。
この種類の変光星のプロトタイプは、たて座δ星であり、4.65時間の周期で+4.60から+4.79まで明るさが変化する。この種類の変光星として他に有名なものには、ベガ、アルタイル、しし座β星（デネボラ）、カシオペヤ座β星、とも座ρ星等がある。
たて座デルタ型星のHR図上での分布域は不安定帯の下部領域に相当し、ゼロ年齢主系列の直下から主系列の2.5等級上の領域にまたがっている。この領域内にある恒星は頻繁にたて座デルタ型の変光を示し、領域内にある恒星のうち3割ほどが検出可能な変光を示す。変光を示すかどうかは偶然に決まるのではなく恒星の質量や金属量などの物性に影響され、これらの物性が既知であれば変光の存否をある程度予測可能である。たて座デルタ型星は脈動変光星の中では脈動白色矮星に次いでありふれたタイプの変光星である。
たて座デルタ型星の変光は通常は複数の周波数成分を含み、単一の周波数成分しか含まないものはまれである。このような特徴は恒星の自転により複数の振動モードが励起されることが原因と考えられている。